# Comuna Hinova, Mehedinți
Hinova este o comună în județul Mehedinți, Oltenia, România, formată din satele Bistrița, Cârjei, Hinova (reședința) și Ostrovu Corbului.

## Așezare
Este situată în lunca și pe terasele de pe stânga Dunării.
Localități vecine: Vânju Mare (DN56A - 21 km); Șimian (DN56A - 12 km); Devesel (DN56B - 30 km)

## Demografie
Componența etnică a comunei Hinova
     Români (85,71%)
     Romi (4,08%)
     Alte etnii (0%)
     Necunoscută (10,21%)
Componența confesională a comunei Hinova
     Ortodocși (86,62%)
     Penticostali (1,07%)
     Alte religii (1,66%)
     Necunoscută (10,65%)
Conform recensământului efectuat în 2021, populația comunei Hinova se ridică la 2.526 de locuitori, în scădere față de recensământul anterior din 2011, când fuseseră înregistrați 2.849 de locuitori. Majoritatea locuitorilor sunt români (85,71%), cu o minoritate de romi (4,08%), iar pentru 10,21% nu se cunoaște apartenența etnică. Din punct de vedere confesional, majoritatea locuitorilor sunt ortodocși (86,62%), cu o minoritate de penticostali (1,07%), iar pentru 10,65% nu se cunoaște apartenența confesională.

## Politică și administrație
Comuna Hinova este administrată de un primar și un consiliu local compus din 11 consilieri. Primarul, Dan Ghițan[*], de la Partidul Național Liberal, este în funcție din 1 noiembrie 2024. Începând cu alegerile locale din 2024, consiliul local are următoarea componență pe partide politice:
|  | Partid                          | Consilieri | Componența Consiliului | Componența Consiliului | Componența Consiliului | Componența Consiliului | Componența Consiliului |
|  | ------------------------------- | ---------- | ---------------------- | ---------------------- | ---------------------- | ---------------------- | ---------------------- |
|  | Partidul Social Democrat        | 5          |                        |                        |                        |                        |                        |
|  | Partidul Național Liberal       | 5          |                        |                        |                        |                        |                        |
|  | Alianța pentru Unirea Românilor | 1          |                        |                        |                        |                        |                        |

## Date demografice
Populația comunei era în anul 2007 de 2.759 locuitori.

## Obiective turistice
- Rezervația naturală Pădurea Stârmina[7]
- Castrul roman de la Hinova
- O porțiune din Brazda lui Novac de nord este înscrisă pe lista monumentelor istorice din județul Mehedinți[8] elaborată de Ministerul Culturii și Patrimoniului Național din România în anul 2010 (cod MH-I-m-B-10077).